# Nomcebo Zikode
Nomcebo Zikode, född 28 oktober 1985 i Hammarsdale i KwaZulu-Natal i Sydafrika, är en sydafrikansk sångare och låtskrivare, känd under artistnamnet Nomcebo.
Nomcebo Zikode studerade datakunskap på Havatech College. Hon har arbetat som "backupsångerska" under mer än 15 år. Hon släppte sitt första studioalbum, Xola Moya Wam, i augusti 2020. Nomcebo blev internationellt känd 2019 med sin singel Jerusalema, vid vilken hon samarbetade med Master KG.
Nomcebo Zikode är gift med Selwyn Fraser och har två barn.

## Diskografi
- Xola Moya Wami, album, 2020